# B*Witched (албум)
B*Witched е едноименният дебютен студиен албум на ирландската група Би Уичт издаден през октомври 1998. Албумът достига до трето място във Великобритания и второ в Ирландия. Има общи продажби от 1 милион копия в САЩ и Европа, и получава платинен статус.

## Списък с песните

### Оригинален траклист
1. Let's Go (The B*Witched Jig) – 1:24
2. C'est la Vie – 2:52
3. Rev It Up – 3:58
4. To You I Belong – 3:05
5. Rollercoaster – 3:24
6. Blame It on the Weatherman – 3:33
7. We Four Girls – 3:08
8. Castles in the Air – 4:18
9. Freak Out – 2:14
10. Like the Rose – 3:56
11. Never Giving Up – 3:36
12. Oh Mr. Postman – 3:27

### Японско издание
1. Coming Around Again – 3:34

### Австралийско лимитирано издание
1. C'est la Vie (K-Klass Epic Club Mix) – 7:29
2. Rollercoaster (Silk Uplifting Extended Mix) – 7:06
3. To You I Belong (Amen 12" Club Mix) – 8:58
4. Blame It on the Weatherman (Amen Club Mix) – 7:11

### Азиатско издание (VCD)
1. C'est la Vie (видеоклип) – 2:52
2. To You I Belong (видеоклип) – 3:05
3. Rollercoaster (британски видеоклип) – 3:24
4. Rollercoaster (американски видеоклип) – 3:24
5. Blame It on the Weatherman (видеоклип) – 3:33